# Valea Salciei, Bacău
Valea Salciei este un sat în comuna Vultureni din județul Bacău, Moldova, România. La recensământul din 2002 avea o populație de 54 locuitori.